# Amore e morte nel giardino degli dei
Amore e morte nel giardino degli dei è un film del 1972 diretto da Sauro Scavolini.

## Trama
Un professore d'ornitologia affitta una villa isolata nei dintorni di Spoleto all'interno d'un grande parco, per portare avanti degli studi su alcuni tipi di uccelli. Durante una passeggiata nel bosco rinviene sotto un albero dei vecchi nastri magnetici e, incuriosito dalla scoperta, li ripulisce e inizia ad ascoltarli: vi sono incise alcune sedute psicanalitiche d'una donna, Azzurra e, a partire da ciò che la donna racconta, si sviluppa la vicenda del rapporto tra lei e il fratello Manfredi, legati sin dall'infanzia da un rapporto morboso di amore-odio.
A un certo punto, Azzurra aveva deciso di sposare il musicista Timothy, causando la gelosia del fratello che, fingendo di partire per l'India, s'era invece nascosto in un appartamento in città, intrecciando una relazione con Viola. Ma anche Azzurra era gelosa, quindi aveva tentato il suicidio, soccorsa proprio da Viola che, da quel momento, s'era legata a lei. Qui i nastri s'interrompono, ma un giorno il professore, di ritorno da una passeggiata, trova un'altra bobina, lasciata in casa da un misterioso visitatore, entrato nella villa durante la sua assenza, e sulla quale è inciso il finale tragico della vicenda.

## Citazioni
Il gruppo Truceboys nel loro album Sangue del 2003 dedicano la sesta traccia chiamata "Il Giardino degli Dei" al film, proponendo una citazione all'inizio e alla fine della traccia.